# Ведень (Галац)
Ведень, Ведені (рум. Vădeni) — село у повіті Галац в Румунії. Входить до складу комуни Кавадінешть.
Село розташоване на відстані 238 км на північний схід від Бухареста, 71 км на північ від Галаца, 127 км на південь від Ясс.

## Населення
За даними перепису населення 2002 року у селі проживали 640 осіб, усі — румуни. Усі жителі села рідною мовою назвали румунську.